# Alberto Ghilardi
Pour les articles homonymes, voir Ghilardi.
Alberto Ghilardi (né le 25 août 1909 à Rome et mort le 30 juin 1971 dans la même ville) est un coureur cycliste italien. Lors des Jeux olympiques de 1932, il a remporté la médaille d'or de la poursuite par équipes avec Paolo Pedretti, Nino Borsari et Marco Cimatti. Il a ensuite été coureur professionnel de 1933 à 1936.

## Palmarès
- 1932
  -  Champion olympique de poursuite par équipes (avec Paolo Pedretti, Nino Borsari et Marco Cimatti)